# A Plague Tale: Requiem
A Plague Tale: Requiem es un videojuego de acción-aventura y sigilo desarrollado por Asobo Studio y distribuido por Focus Entertainment. Este es una secuela de A Plague Tale: Innocence (2019) y continua la historia de los hermanos Amicia y Hugo de Rune, los cuales buscan una cura para la enfermedad en la sangre de Hugo en el sur de Francia, mientras huyen de soldados de la Inquisición y hordas de ratas, causantes de la Peste. El juego salió a la venta el 18 de octubre de 2022 para las plataformas Windows, Nintendo Switch, PlayStation 5 y Xbox Series X/S.

## Jugabilidad
Al igual que su predecesor, Requiem es un videojuego de acción-aventura en tercera persona. El jugador controla a Amicia y debe enfrentarse tanto contra soldados de la Inquisición francesa como hordas de ratas que están contagiando la Peste negra. La jugabilidad es muy similar a la del primer juego, aunque el sistema de combate se ha diversificado significativamente. Amicia está equipada con armas, tales como un cuchillo para apuñalar a los enemigos, una honda para lanzar piedras y una ballesta para derrotar enemigos con armadura. Se puede combinar acciones como disparar pernos de ballesta, lanzar tarros y piedras y crear mezclas alquímicas. Además de las mezclas Ignifer y Extinguis, las cuales permiten generar encender y apagar fuego, respectivamente, el juego introduce Tar, el cual aumenta el radio de la fuente de luz, pudiendo usarla para prender en llamas a los enemigos.
Las localizaciones también son más extensas en Requiem, dando al jugador un mayor número de opciones de progreso. El sigilo ha evolucionado. A diferencia de en Innocence, Amicia no muere de un golpe de los enemigos y puede volver a ocultarse en sigilo tras ser descubierta por los enemigos y contraatacar sus ataques si se acerca demasiado a ellos. Hugo puede usar la habilidad Echo, la cual revela la posición de los enemigos a través de las paredes. Hugo también puede controlar las hordas de ratas para acosas a los enemigos. De manera similar al primer juego, las ratas, las cuales tienen miedo de la luz, juegan un rol importante en el juego. Amicia y Hugo deben permanecer en la luz para evitar ser devorados por las ratas. Amicia puede usar las ratas a su favor, utilizándolas para resolver puzles o incluso para matar a los enemigos.
El juego también incluye un sistema de progresión, en el cual el jugador consigue nuevas habilidades. Los jugadores centrados en el sigilo consiguen habilidades que les permiten espiar más eficientemente, mientras que aquellos que prefieren un estilo de juego más agresivo consiguen habilidades de combate. También se puede mejorar el equipamiento y la ropa del jugador.

## Argumento
En junio de 1349, seis meses después de los primeros acontecimientos del primer juego, Amicia de Rune, junto con su hermano Hugo, su madre Beatrice y el aprendiz de alquimia de ésta,  Lucas, buscan ayuda y refugio en una organización de alquimistas llamada "La Orden". Un grupo hostil de apicultores ataca a los hermanos, lo que hace que la Mácula vuelva a despertar en su portador, el pequeño Hugo. El grupo se esconde en una ciudad fortificada en Provenza donde la madre solicita la ayuda de Vaudin, uno de los alquimistas más experimentados de la Orden, para tratar a su hijo. Sin embargo, los tratamientos solo exacerban su condición, lo que hace que la ciudad sea invadida por ratas y quede en ruinas. Vaudin muere devorado mientras los demás escapan en un barco con destino a la sede de la Orden en Marsella.
No dispuesta a ver a Hugo encerrado como sujeto de prueba de la Orden, Amicia toma a Hugo y deja atrás a Beatrice y Lucas para buscar una isla con la que Hugo ha tenido sueños recurrentes, guiado por un fénix, con la esperanza de que conduzca a una cura para la Mácula. En el camino, son perseguidos por soldados de Provenza, así como por mercenarios liderados por Arnaud, un caballero caído en desgracia. Sin embargo, Arnaud los rescata y se ofrece a organizar el transporte a la isla desde los sueños de Hugo, llamada "La Cuna". El grupo navega a la isla en el barco de la amiga contrabandista de Arnaud, Sophia.
Al llegar a La Cuna, el grupo descubre que los residentes, liderados por el Conde Victor y la Condesa Emilie, adoran a una deidad pagana llamada "El Niño de las Ascuas". Arnaud intenta obligar a Hugo a convocar ratas para matar a Víctor, a quien culpa por la muerte de su hijo, pero Amicia interviene, Arnaud es arrestado y Emilie invita a Amicia y Hugo a pasar la noche en su residencia. Al día siguiente, y a costa de la mayoría de la población, que continúa sus celebraciones, Amicia, Hugo y Sophia observan que el Conde y la Condesa, realizan adulaciones al Niño de las Ascuas, a través de un culto, con el objetivo de lograr la fertilidad, pero sin saberlo, están adorando a un antiguo portador de Mácula. El grupo se adentra en un templo abandonado de la Orden, siguiendo la historia de Basilius, un antiguo portador de la Mácula del siglo VI, y su protectora; Aelia. Al entrar en una capilla donde Aelia fue encarcelada después de rebelarse contra la Orden, el grupo se encuentra con un culto de esclavistas que ofrecen sacrificios humanos al Niño; Hugo convoca ratas para matar a los esclavistas, logran escapar de la prisión mientras ésta colapsa bajo una horda de ratas. El grupo descubre que no solo, nunca existió una cura para la Mácula, sino que jamás existirá; Basilius fue encarcelado bajo tierra por la Orden para contener la Mácula, y Aelia murió antes de poder alcanzarlo. Sin su protectora, Basilius cedió totalmente ante la Mácula y desató la plaga de Justiniano. Amicia se da cuenta de que la Mácula había guiado a Hugo a través del sueño para mostrar la realidad; la cual no puede curarse, pero, si puede controlarse.
Conscientes de la relaciona portador y protectora, Amicia y Hugo, regresan al pueblo, el cual esta infestado de ratas, son escoltados al castillo del Conde y una vez ahí, se reúnen con Beatrice y Lucas, los cuales lograron seguir su pista. Amicia razona con ellos, argumentando que si están allí para apoyar a Hugo, y su protectora (Amicia) se mantienen cerca, la Mácula permanecerá inactiva, por lo que Beatrice sugiere vivir en su residencia ubicada en las montañas, sugerencia que Amicia, Hugo y Lucas aceptan. Sin embargo, Víctor traiciona a Amicia y la ataca, ya que Emilie cree que Hugo es el mítico Niño de las Ascuas, un mito que Víctor inventó para Emilie, quien es infértil, pudiera convertirse en madre, por lo que deciden matar a la antigua familia de Hugo y adoptarlo. Después de que Víctor deja malherida a Amicia y Emilie mata a Beatrice en un sacrificio ritual, Hugo, en estado de tristeza, convoca una horda de ratas que devoran a Emilie, a varios soldados del Conde, destruyen gran parte de la isla y acompañada por Hugo y Lucas, Amicia logra rescatar a Arnaud, quien estaba a punto de ser ahorcado. 
El grupo logra escapar de La Cuna, en el barco de Sophia, pero, son seguidos por Víctor. El Conde hiere a Amicia y captura a Hugo mientras el resto es arrojado por la borda. En tierra, Amicia, es curada por Lucas, pero, junto con Sophia es capturado por los hombres de Victor. Amicia lucha contra los soldados de Victor y Arnaud se sacrifica para permitir que Amicia mate al Conde, pero, aún con la muerte de Víctor, es demasiado tarde para evitar que Hugo, quien cree que Amicia (su protectora) está muerta, se entregue a la Mácula. Una nube tapa la luz solar, lo que permite que las ratas se propaguen sin control y destruyan Marsella. Amicia y Lucas entran en la ciudad en ruinas y se sumergen en una realidad fantasmal creada por la Mácula. Una vez dentro, la voz de Hugo guía a Amicia, para después encontrarse con él, pero, habiéndose fusionado completamente con la Mácula, Hugo anuncia que la única forma de detener a las ratas es matarlo. Amicia en primera instancia, se niega a hacerlo, pero, consciente de los riesgos, finalmente cede y acompañada por Lucas, Hugo muere.
Un año después, todos han logrado continuar sus vidas: Amicia vive en la casa de las montañas, anteriormente propiedad de su madre, mientras Lucas continúa sus estudios de alquimista, aunque viaja constantemente, mientras que Sophia se ha dedicado al comercio legal. Amicia se prepara para viajar con Sophia para encontrar al próximo portador de la Mácula y su protector para que ella pueda ayudarlos y guiarlos. Antes de irse, presenta sus respetos al memorial de Hugo.
En una escena poscréditos ambientada en la era moderna, un niño recién nacido, está conectado a un ventilador y tiene signos de la Mácula en la piel.

## Desarrollo
Requiem fue desarrollado por la empresa francesa Asobo Studio. Al igual que en Innocence, el juego se desarrolla en la Francia medieval en el siglo XIV. Para asegurar el realismo de las localizaciones en el juego, el equipo colaboró con Roxane Chila, doctora en Historia Medieval, y buscó en Wikipedia y otros sitios web especializados para obtener información adicional. También se inspiraron en las experiencias personales de algunos de los miembros del equipo. Decidieron desde el principio que el juego tendría una paleta de colores diferente en comparación con su predecesor. Como resultado, el escenario del juego se trasladó de la lúgubre región de Aquitania, devastada por la guerra, a la Provenza, más colorida y vibrante. Según el escritor principal del estudio, Sébastien Renard, esto creó un "contraste más agudo entre la dura realidad del escenario medieval, en el que están sucediendo eventos terribles, y entornos hermosos, a veces inexplorados". Para crear oportunidades adicionales para resolver acertijos, Requiem presenta varias ubicaciones nuevas, incluidos puertos y mercados.
A Plague Tale: Requiem fue anunciado por Asobo Studio y la distribuidora Focus Entertainment durante la conferencia del Electronic Entertainment Expo (E3) 2021 de Microsoft. El juego compitió por el Tribeca Games Award y fue incluido como selección oficial. El juego se lanzó al mercado el 18 de octubre de 2022 para Windows, PlayStation 5 y Xbox Series X y Series S. El lanzamiento de una nueva generación de consolas permite que el juego renderice más de 300 000 ratas a la vez. El mismo día también se lanzó una versión en la nube para Nintendo Switch.